# Frank Arnau
Frank Arnau (ur. 9 marca 1894 w Wiedniu jako Heinrich Karl (Harry Charles) Schmitt, zm. 11 lutego 1976 w Monachium) – niemiecki pisarz i publicysta.
W latach 1933–1955 przebywał na emigracji, w tym od 1939 w Brazylii, 1967-1970 był prezydentem Niemieckiej Ligi Praw Człowieka. Pisał dramaty i powieści, głównie kryminalne - m.in. Die Maske mit Silberstein (1944) i Nur Tote Zeugen schweigen (1959), a także prozę faktograficzną - Brasilia (1960), Sztuka fałszerzy, fałszerze sztuki (1964, wyd. pol. 1966).